# Corythalia neglecta
Corythalia neglecta är en spindelart som beskrevs av Kraus 1955. Corythalia neglecta ingår i släktet Corythalia och familjen hoppspindlar. Inga underarter finns listade i Catalogue of Life.